# Prigionieri di un incubo (film 1995)
Prigionieri di un incubo (The Colony) è un film per la televisione del 1995 diretto da Rob Hedden.

## Trama
I coniugi Knowlton si trasferiscono in una comunità chiamata La Colonia, con la speranza di fuggire una volta per tutte dallo stress del loro paese. Ma La Colonia ha le sue regole innocue, realmente dittatoriali. Così i Knowlton si ritrovano in un vero e proprio lager dove sei punito se sposti un vaso sul terrazzo o dipingi con un colore non appropriato.